# Per Sommar
Per Stensson Sommar, född 12 december 1735 på Kulla Gunnarstorp, Allerums socken, Malmöhus län, död 20 februari 1785, var en svensk lantmätare, stadsingenjör och målare.
Han var son till inspektoren Sten Sommar och Elisabet Torneman samt gift första gången 1766 med  Elsa Maria Radier och andra gången från 1781 med Maria Sophia Hvaling. Sommar blev student vid Lunds universitet 1753. När ritmästartjänsten vid Lunds universitet blev ledig i samband med Carl Peter Mörths död 1754 sökte han tillsammans med sin blivande svåger Alexander Kastman tjänsten. I sina ansökningshandlingar uppger Sommar att han har undervisats i konst av Mörth och Kastman. Om hans verksamhet efter sina studier fram till 1763 finns inga säkra uppgifter. Men man antar att han utbildade sig till lantmätare och man vet att han 1763 anställdes som registrator vid lantmäterikontoret i Malmö. Han vikarierade 1779 både som lantmätare och stadsingenjör och blev 1782 ordinarie stadsingenjör i Malmö. Av hans konstnärliga produktion har en akvarell av Lilla Torg i Lund bevarats som huvudsakligen har ett topografiskt intresse. Som lantmätare ritade han en del kartor där han i marginalerna har tecknat små verklighetstrogna avbildningar av skånska kyrkor.